# Dafydd Gam
Dafydd ap Llewelyn ap Hywel (cca 1380 – 25. říjen 1415 nedaleko Azincourtu) známější jako Dafydd Gam, byl velšský středověký šlechtic, význačný protivník Owaina Glyndŵra, prince velšského. Padl v bitvě u Azincourtu, kde bojoval na vítězné straně anglického krále Jindřicha V. Jméno Gam je převzato z velšského výrazu znamenajícího chromý či zmrzačený. Je pravděpodobné, že ztratil jedno oko. Některými Velšany byl, jakožto spojenec Jindřicha V. v jeho boji proti rebelujícímu Glyndŵrovi, považován za zrádce.